# ダイオン・オバニオン

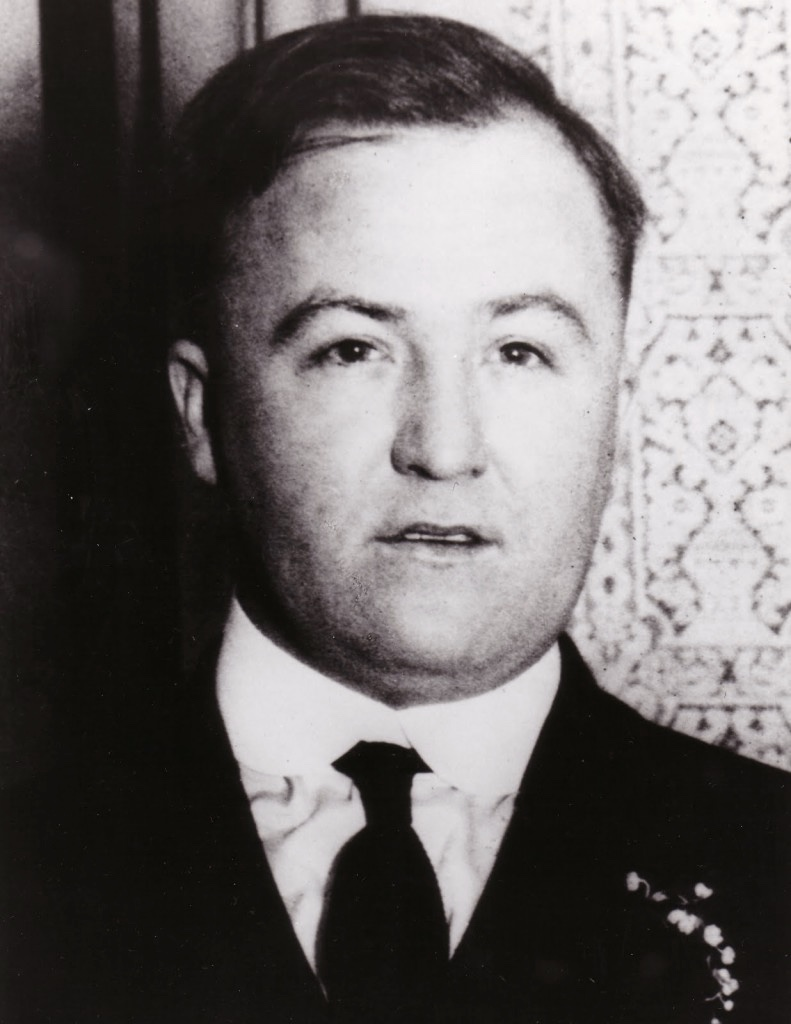
ダイオン・オバニオン

ダイオン・オバニオン（Dion "Deanie" O'Banion、本名：チャールズ・ディーン・オバニオン（Charles Dean O'Banion）、1892年7月8日 - 1924年11月10日）は禁酒法時代のアメリカ・シカゴのアイルランド系ギャングスターであり、ノースサイド・ギャングの創設者。凶暴で童顔、両手利き。オバニオンは結婚していたが夫婦に子供はいなかった。自らの手で25人から63人を殺害している。
普段は礼儀正しくニコニコと笑う陽気な男だが、冷酷な一面を持っていた。気分屋で急に機嫌が悪くなることもあったらしい。部下の話を聞くタイプのボスだったという。生涯タバコは吸わなかった。酒もほとんど飲まなかった。家で自動ピアノの演奏に合わせて歌うのが趣味で、夜にナイトクラブで豪遊するカポネとは対照的な性格だった。愛人もいなかったという。
少年時代の事故で右脚が左脚より4インチ長く、そのため歩き方は無様だった。成人後は肥満体型が目立っていた。

## プロフィール
1892年7月8日にシカゴから西に40キロほど離れたオーロラで生まれた。父チャールズ・Ｈ・オバニオンは農業、ペンキ塗り、喰工など仕事を転々としていた。母のエンマは1898年に結核で死亡した。

### 犯罪の世界へ
若い頃はレストランのウエイターとして働きながらこそ泥稼業でも稼いでいた。1902年ごろにシカゴでマーケット・ストリート・ギャングという強力なギャングが存在し、その少年部であるリトル・ヘリオンズのリーダーがオバニオンだった。やがて地元のシカゴ・トリビューン紙とシカゴ・エグザミナー紙の間で発生したCirculation Wars（販売網拡張戦争。しばしは酒場や通りで銃撃戦が発生するほど激しいものであった）で両新聞社の手先となって暴れまわり、名前を売った。

### ノースサイド・ギャング創設
その後にノースサイド・ギャングを創設し、花屋を経営しながら密造酒の製造により財を成し、シカゴのノースサイドの大部分を縄張りにしていた。いわばジョニー・トーリオのアイルランド版だった。警察の情報によるとオバニオンは少なくとも25人の商売敵の殺人をお膳立てしていた。しかし、殺人罪で裁かれることはなかった。
1921年2月5日にヴァイオラ・カニフと結婚する。オバニオンが29歳、ヴァイオラは18歳だった。
表向きはシカゴで勢力を二分していたサウスサイド・ギャング（後のシカゴ・アウトフィット）と同盟を結び、カジノの収益金を分配する等協力関係を築いていたが、裏では密造酒を奪うなど邪魔をしていた。また、多くのアイルランド系ギャングスターと同様に売春の管理を汚い商売と見ていたために手を付けることはなく、イタリア系やユダヤ系に仕事は任せておき、トーリオからの売春業から上がる収益の受け取りを拒絶した。

### サウスサイド・ギャングとの争い
平素から仲が悪かったジェンナ兄弟がオバニオンの縄張りに粗悪な密造酒を流通させ、加えて共同経営するカジノの借金を棒引きにするよう依頼された際には怒りを爆発させ、ジェンナ兄弟のトラックをハイジャックして全面戦争になりかけた。その時はトーリオが仲裁に入って最悪の事態は避けられた。
1924年には密造酒の取引で年間100万ドル近い利益を上げ、他の密造酒製造業者たちが仕入れた極上品のウィスキーを大胆に次々とハイジャックして儲けを増やしていった。
1924年5月19日に警察の強制捜査が入るという情報を得たオバニオンは、トーリオと彼の部下であるアル・カポネにシーベンの醸造所を譲渡し、2人を罠に嵌めることを画策する。カポネは強制捜査時に醸造所にいなかったので逮捕を免れたがトーリオは醸造所の所有容疑で逮捕され、懲役9ヶ月と罰金5千ドルの刑を宣告された。この逮捕がオバニオンの画策によるものと知ったトーリオは激怒し、ジェンナ兄弟と協力してオバニオン暗殺を計画する。

### 暗殺
1924年11月10日に自身の経営する花屋にやってきた正体不明の3人組（トーリオがニューヨークから呼び寄せたフランキー・イェール、アルバート・アンセルミ、ジョン・スカリーゼといわれている）に6発の銃弾を撃ち込まれて暗殺された（イェールではなくマイク・ジェンナという説もある）。
葬儀には政治家を含む数千人が参列して彼の死を悼んだ。遺体はマウント・カーメル墓地に埋葬された。

### 死後
オバニオンが暗殺されたあと、シカゴ市警のシューメーカー警部は容疑者候補のトップにトーリオとカポネの名を上げた。ニューヨークへ帰ろうとするイェールを警察は汽車に乗る直前で拘束し、ラサール署に連行した。当時警察は4年前に発生したジム・コロシモ暗殺事件と今回の事件にイェールが関わっているという疑いがあった。警察はイェールが持っていた銃について質問したが、許可証もありシカゴに来た理由もウニオーネ・シチリオーネ（シチリア人連合）の会長であるマイク･メルロの葬儀に来たという理由があり、事件当時も知り合いのレストランで食事をしていたという証拠（もちろん作り話）があると言い、釈放されニューヨークに帰っていった。
オバニオンの死後、ノースサイド・ギャングとサウスサイド・ギャングの間で血で血を洗う抗争が勃発する。

## 人物像
子供の頃は腕白坊主であり何でも1番にならないと気がすまないタイプの性格だったが、教会の聖歌隊で合唱するなど大変信仰心が篤く、大人になってからは慈善行為に積極的で病人に花を贈ったり、貧しい人や失業者には現金、衣服、食料を与えたりもした。しかし組織されたチャリティー行為は軽蔑し「私の金は必要としている人に直接渡るようにする」と述べた。
家族思いであり、若くして死んだ母のために墓を建ててやり、花を供えることを欠かさなかった。また年老いた父親をいたわり、結婚してカンザスに住んでいた妹には仕送りをしていた。